# Carolina Maria de Austria
Arhiducesa Carolina Maria de Austria (germană Carolina Maria Immakulata Josepha Ferdinanda Therese Leopoldine Antoinette Franziska Isabella Luise Januaria Christine Benedikta Laurencia Justiniana, Erzherzogin von Österreich, Prinzessin von Toskana) (5 septembrie 1869 - 12 mai 1945) a fost prin naștere membră a Casei de Habsburg-Lorena și Arhiducesă de Austria, Prințesă a Ungariei, Boemiei și Toscanei. Prin căsătoria cu Prințul August Leopold de Saxa-Coburg-Kohary, Carolina a devenit membră a ramurei Koháry a Casei de Saxa-Coburg și Gotha.
Carolina a fost al patrulea copil și a doua fiică a Arhiducelui Karl Salvator, Prinț de Toscana și a soției lui, Prințesa Maria Immaculata de Bourbon-Două Sicilii.